# Голумбу
Голумбу (рум. Golumbu) — село у повіті Долж в Румунії. Входить до складу комуни Феркаш.
Село розташоване на відстані 186 км на захід від Бухареста, 34 км на північ від Крайови.

## Населення
За даними перепису населення 2002 року у селі проживали 648 осіб. Усі жителі села рідною мовою назвали румунську.
Національний склад населення села:
| Національність | Кількість осіб | Відсоток |
| -------------- | -------------- | -------- |
| румуни         | 639            | 98,6%    |
| цигани         | 8              | 1,2%     |